# Hazzan
Pour les articles homonymes, voir Hazan.

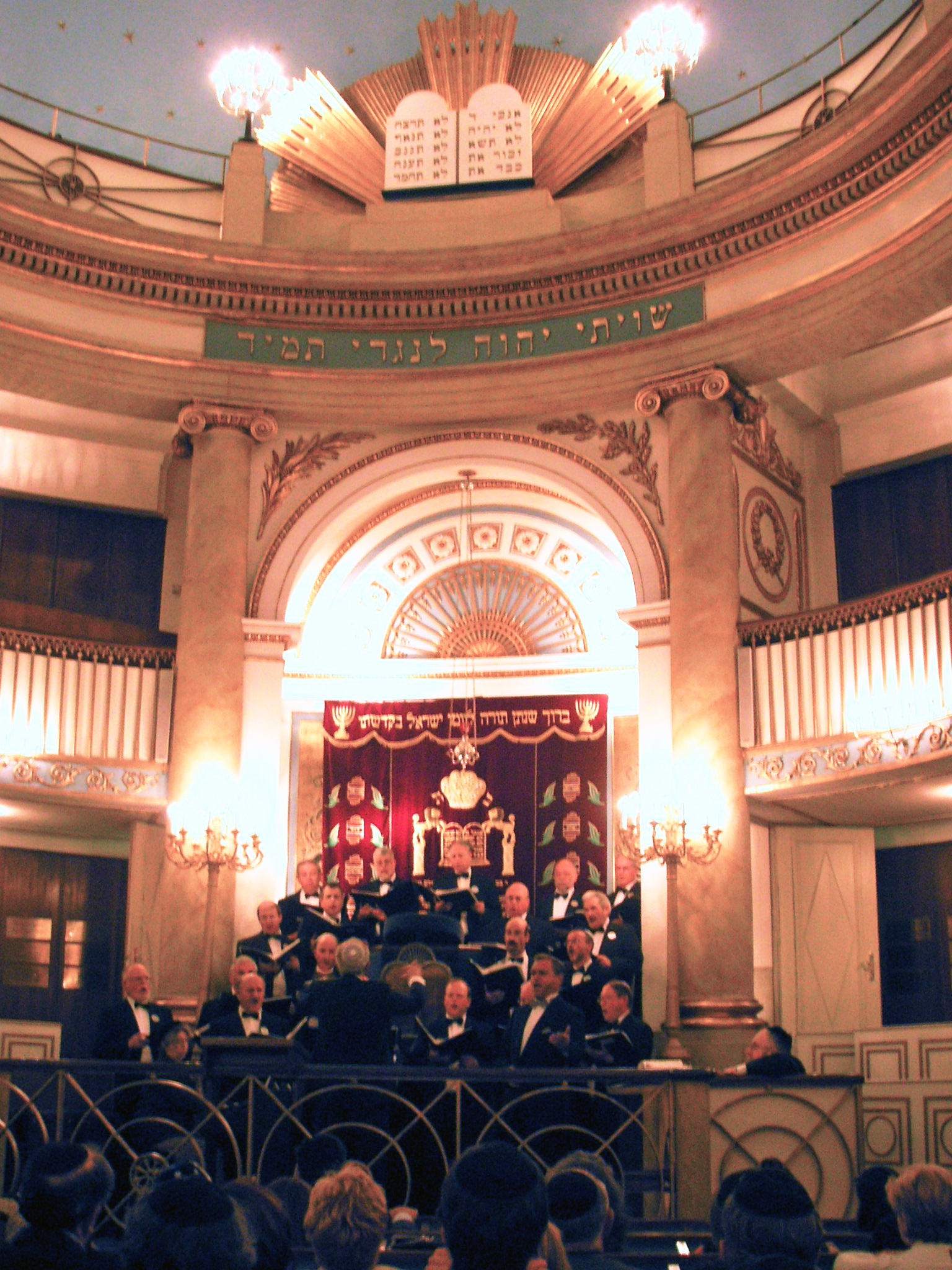
Chant à la synagogue de Vienne.

Le hazzan (hébreu : חַזָּן « superviseur », khazn selon la prononciation judéo-allemande, hassan selon la prononciation judéo-espagnole) est une figure du culte juif.
Il est originellement responsable de la bonne tenue des offices mais son rôle s’élargit vers l’ère des gueonim pour se confondre avec celui de l’officiant de la prière, et devenir l’équivalent du chantre dans la liturgie chrétienne. Il maîtrise par conséquent la cantillation liturgique des textes hébraïques et les arts vocaux, dirigeant la prière chantée de la synagogue.

## Histoire
L’entre-deux-guerres du XXe siècle est souvent appelé l’« âge d’or » de la hazzanout, avec des figures majeures comme Zavel Kwartin (1874-1953), Moritz Henle (1850-1925), Joseph "Yossele" Rosenblatt (1882-1933), Shalom Katz (1919-1982), Gershon Sirota (1874-1943) et Leib Glantz.
Après la Seconde Guerre mondiale se distinguent entre autres Moshe Koussevitzky, David Werdyger, Frank Birnbaum et Abraham Lopes Cardozo (1914-2006). S’y ajoutent des artistes d’opéra ou de chant qui, bien que n’étant pas reconnus officiellement comme hazzanim, en assument le rôle lors des jours redoutables ou en d’autres occasions, tel Jan Peerce. Inversement, des hazzanim reconnus se font particulièrement connaître dans le monde du spectacle, tels Richard Tucker ou Dudu Fisher, et nombre d’artistes comme Sholom Secunda sont issus des salles de prière. 
Dans le judaïsme réformé, cette fonction peut être exercée par une femme comme Sofia Falkovitch, ordonnée en 2014,.